# ファボモチゾール
ファボモチゾール（英: fabomotizole、商標名:アホバゾール（afobazole））は、2000年代初めにロシアで発売された抗不安薬である。鎮静や筋弛緩作用を示さずに抗不安効果及び神経防護効果を持つ。作用機序はまだ良く分かっていないが、GABA作動性、NGF及びBDNF放出促進性、MT1受容体アンタゴニスト、MT3受容体アンタゴニスト、シグマ受容体アゴニスト等が機序として検討されている。アホバゾールはMAO-Aを可逆的に阻害し、またセロトニン受容体との関連も指摘されている。治験では、不安症の治療に一定の効果を持つことが示されている。
ロシア以外ではファボモチゾールの臨床利用はほとんど見られず、アメリカ食品医薬品局でも評価は行われていない。